# ترومنزبورگ (نیویورک)
ترومنزبورگ، نیویورک (به انگلیسی: Trumansburg, New York) یک منطقهٔ مسکونی در ایالات متحده آمریکا است که در ایالت نیویورک واقع شده‌است.

## خصوصیات
ترومنزبورگ ۳٫۱ کیلومترمربع مساحت و ۱٬۷۹۷ نفر جمعیت دارد و ۲۹۴ متر بالاتر از سطح دریا واقع شده‌است.